# 52 Piscium
52 Piscium är en orange jätte som ligger i Fiskarnas stjärnbild.
52 Piscium har visuell magnitud +5,37 och är synlig för blotta ögat vid någorlunda god seeing. Stjärnan befinner sig på ett avstånd av ungefär 260 ljusår.